# Оушен Тауншип (округ Оушен, Нью-Джерсі)
Оушен Тауншип (англ. Ocean Township) — селище (англ. township) в США, в окрузі Оушен штату Нью-Джерсі. Населення — 8835 осіб (2020).

## Демографія
Згідно з переписом 2010 року, у селищі мешкали 8332 особи в 3483 домогосподарствах у складі 2555 родин. Було 4291 помешкання
Расовий склад населення:
| - 96,7 % — білих - 1,1 % — азіатів - 0,6 % — чорних або афроамериканців - 0,1 % — корінних американців |

До двох чи більше рас належало 1,0 %. Частка іспаномовних становила 2,8 % від усіх жителів.
За віковим діапазоном населення розподілялося таким чином: 16,1 % — особи молодші 18 років, 59,5 % — особи у віці 18—64 років, 24,4 % — особи у віці 65 років та старші. Медіана віку мешканця становила 49,6 року. На 100 осіб жіночої статі у селищі припадало 98,7 чоловіків;  на 100 жінок у віці від 18 років та старших — 96,7 чоловіків також старших 18 років.
Середній дохід на одне домашнє господарство  становив 83 119 доларів США (медіана — 67 997), а середній дохід на одну сім'ю — 96 098 доларів (медіана — 80 605). Медіана доходів становила 67 723 долари для чоловіків та 42 011 долар для жінок. За межею бідності перебувало 4,3 % осіб, у тому числі 3,5 % дітей у віці до 18 років та 4,9 % осіб у віці 65 років та старших.
Цивільне працевлаштоване населення становило 3520 осіб. Основні галузі зайнятості: освіта, охорона здоров'я та соціальна допомога — 23,2 %, роздрібна торгівля — 12,0 %, науковці, спеціалісти, менеджери — 9,7 %, транспорт — 9,1 %.